# Sonia Calizaya
Sonia Calizaya, född 20 februari 1976, är en friidrottare från Bolivia. Hon deltog vid olympiska sommarspelen 2008.